# Schloss Agathenburg

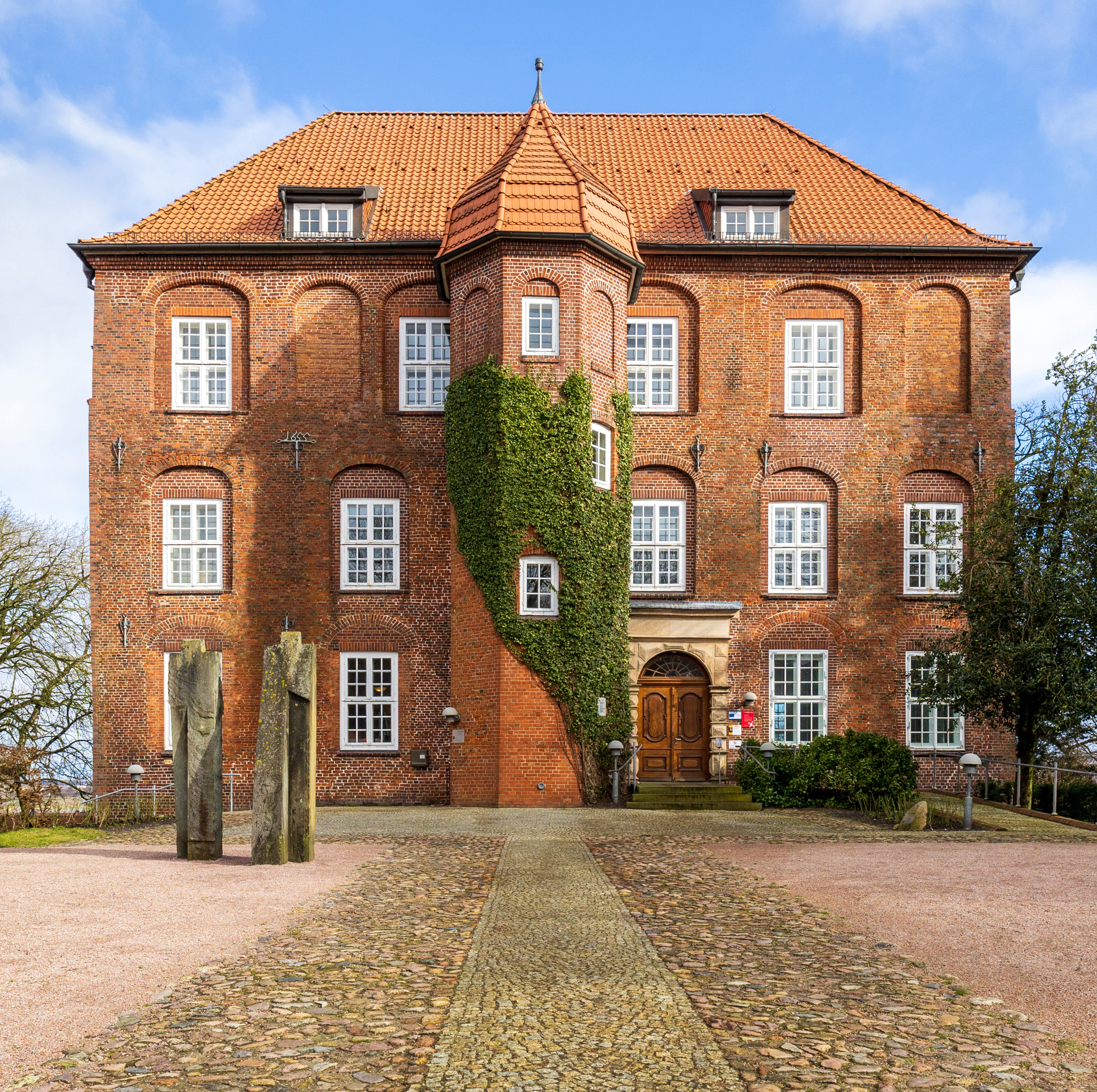
Schloss Agathenburg, Hofseite

Das Schloss Agathenburg in Agathenburg bei Stade im nördlichen Niedersachsen war der Landsitz des Grafen Hans Christoph von Königsmarck. Der Backsteinbau dient heute als kulturelles Zentrum.

## Geschichtlicher Überblick

### Die Geschichte von Schloss Agathenburg
Hans Christoph von Königsmarck war ein erfolgreicher Heerführer im Dreißigjährigen Krieg. Ihm wurde im Zuge seiner Erfolge von der schwedischen Königin die Grafenwürde verliehen, und er wurde zum Generalgouverneur der vereinigten Herzogtümer Bremen-Verden ernannt. Zu deren Verwaltungssitz wurde Stade, daher errichtete von Königsmarck im benachbarten Dorf Lieth ein kleines Landschloss. Das Königsmarcksche Landschloss wurde, nach der Gattin Agathe von Leesten Agathenburg genannt, und auf Lieth wurde der Name des Schlosses übertragen. Wer den neuen Dorfnamen ignorierte, wurde angeblich mit der Reitpeitsche bestraft, und wer ihn korrekt anwandte, soll mit einem Taler belohnt worden sein.
Die Bauarbeiten an dem Schloss waren 1655 abgeschlossen, doch der Graf konnte das Gebäude nur selten bewohnen. Von 1656 bis 1660 saß Königsmarck in brandenburgisch-preußischer Gefangenschaft, drei Jahre später, 1663, starb er an einer Blutvergiftung. Das Schloss diente seiner Frau als Hauptwohnsitz, außerdem verbrachte die 1662 geborene Enkelin Aurora von Königsmarck den Großteil ihrer Kindheit hier. Nach Agathes Tod im Jahr 1671 blieb das Schloss bis 1694 im Besitz der Familie von Königsmarck. Erster Erbe war der jüngste Sohn des Erbauers, Otto Wilhelm von Königsmarck. Seine Frau Catharina Charlotta de la Gardie nutzte das Schloss nach dessen Tod, wie zuvor schon ihre Schwiegermutter Agathe, als Witwensitz. Der Neffe ihres Mannes, Philipp Christoph von Königsmarck, war der eigentliche Erbe des Schlosses, doch wurde er eines Verhältnisses mit Sophie Dorothea von Braunschweig-Lüneburg beschuldigt und 1694 ermordet. Nach Catharinas Tod 1697 blieb die Erbfrage um den Besitz von Schloss Agathenburg über Jahrzehnte ungeklärt. 1740 erwarb das Kurfürstentum Hannover das Schloss und stellte es ab 1753 - die schwedische Herrschaft war vorüber - dem jeweiligen Amtmann als Sitz für die Verwaltung Stades zur Verfügung.
1866 wurde das Königreich Hannover zur preußischen Provinz Hannover und das Schloss samt seinen Ländereien versteigert. 1881 erwarb der Landwirt Hans Wilkens das Gebäude, nachdem sein Hof dem Bau der Eisenbahn Hamburg-Cuxhaven geopfert worden war. Das Schloss, das nun Mittelpunkt einer Gutsanlage war, blieb fast hundert Jahre in Familienbesitz. Am 26. April 1921 brach ein Brand aus und beschädigte das Schloss schwer, lediglich die schweren Außenmauern und der Treppenturm widerstanden dem Feuer. Die Innenräume brannten aus. In den Folgejahren wurden die Schäden beseitigt und das Gebäude weitgehend wiederhergestellt. Sophie zum Felde, die letzte Besitzerin des Schlosses, vererbte den Bau dem Stader Heimat- und Geschichtsverein.

### Gegenwärtige Nutzung
1985 übernahm der Landkreis Stade das Anwesen. Die Restaurierung in der Zeit von 1990 bis 1993 wurde durch die Stiftung Niedersachsen maßgeblich gefördert. Von 1991 bis 2004 wurde das Schloss Agathenburg ausschließlich durch den Landkreis Stade betreut. Die Kulturstiftung wurde 1992 durch den Landkreis Stade errichtet und war für das kulturelle Programm im Schloss verantwortlich. Nunmehr ist sie Trägerin der gesamten Schlossanlage.
In seiner Sitzung im Juni 2004 beschloss der Kreistag des Landkreises Stade, das Schloss Agathenburg in die Selbstständigkeit zu überführen. Seit dieser Zeit werden alle schlossrelevanten Aufgaben direkt von hier betreut. Ermöglicht wird dieses eigenverantwortliche Handeln maßgeblich durch den Landkreis Stade, der die bisher im Haushalt des Landkreises für das Schloss bereitgestellten Mittel als Fördersumme der Kulturstiftung zur eigenen Haushaltung zur Verfügung stellt.
Heute wird das Schloss als kulturelles Zentrum genutzt. Die Kulturstiftung bietet ein außergewöhnliches Programm mit Ausstellungen zeitgenössischer Kunst, Konzerten der Klassik bis zum Jazz, Lesungen und Schreibwerkstätten. Es gibt ein Café und einen Museumsshop. Die Räumlichkeiten des Schlosses und der Pferdestall können für Tagungen und Feste angemietet werden.

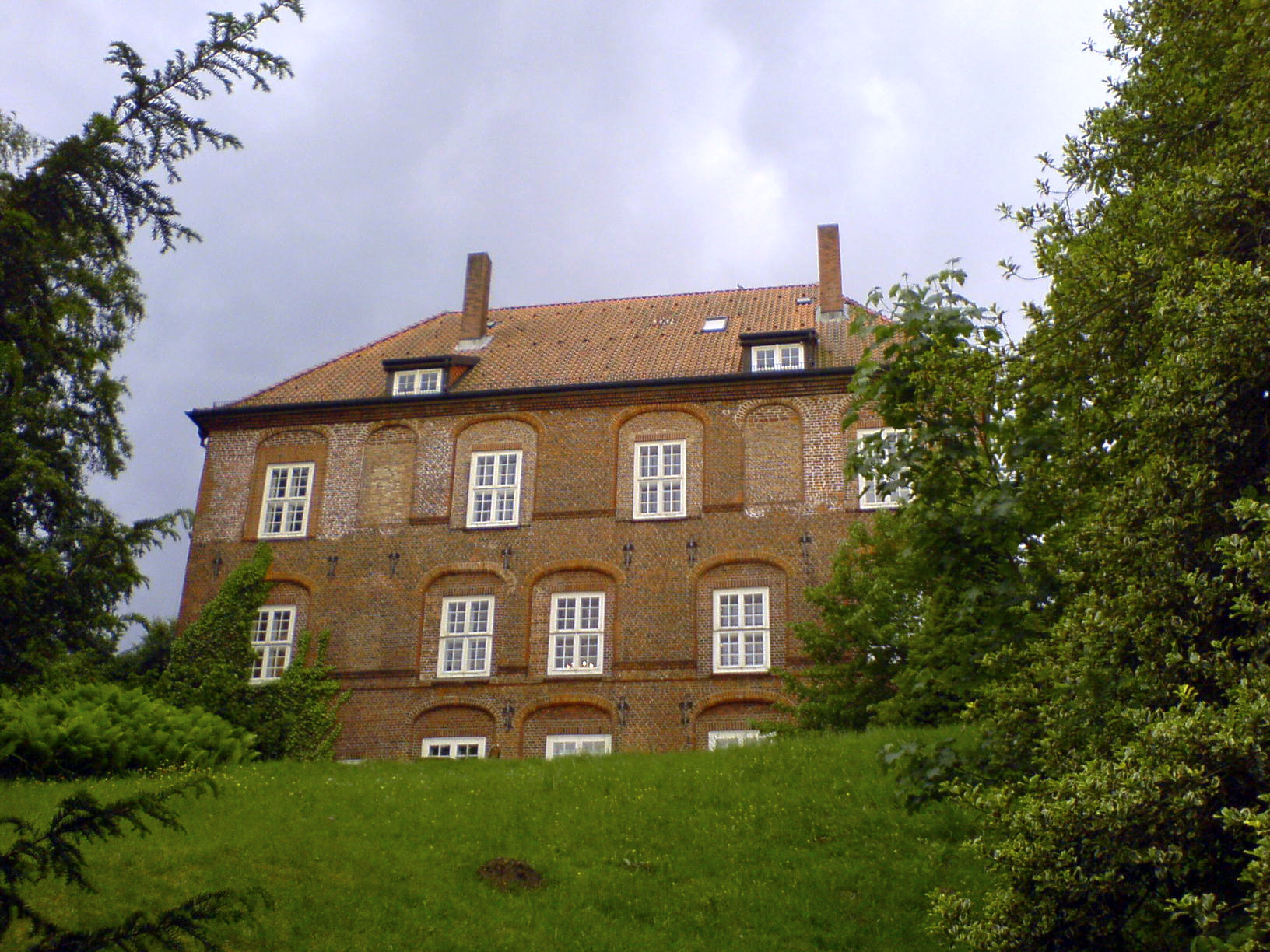
Rückansicht des Schlosses
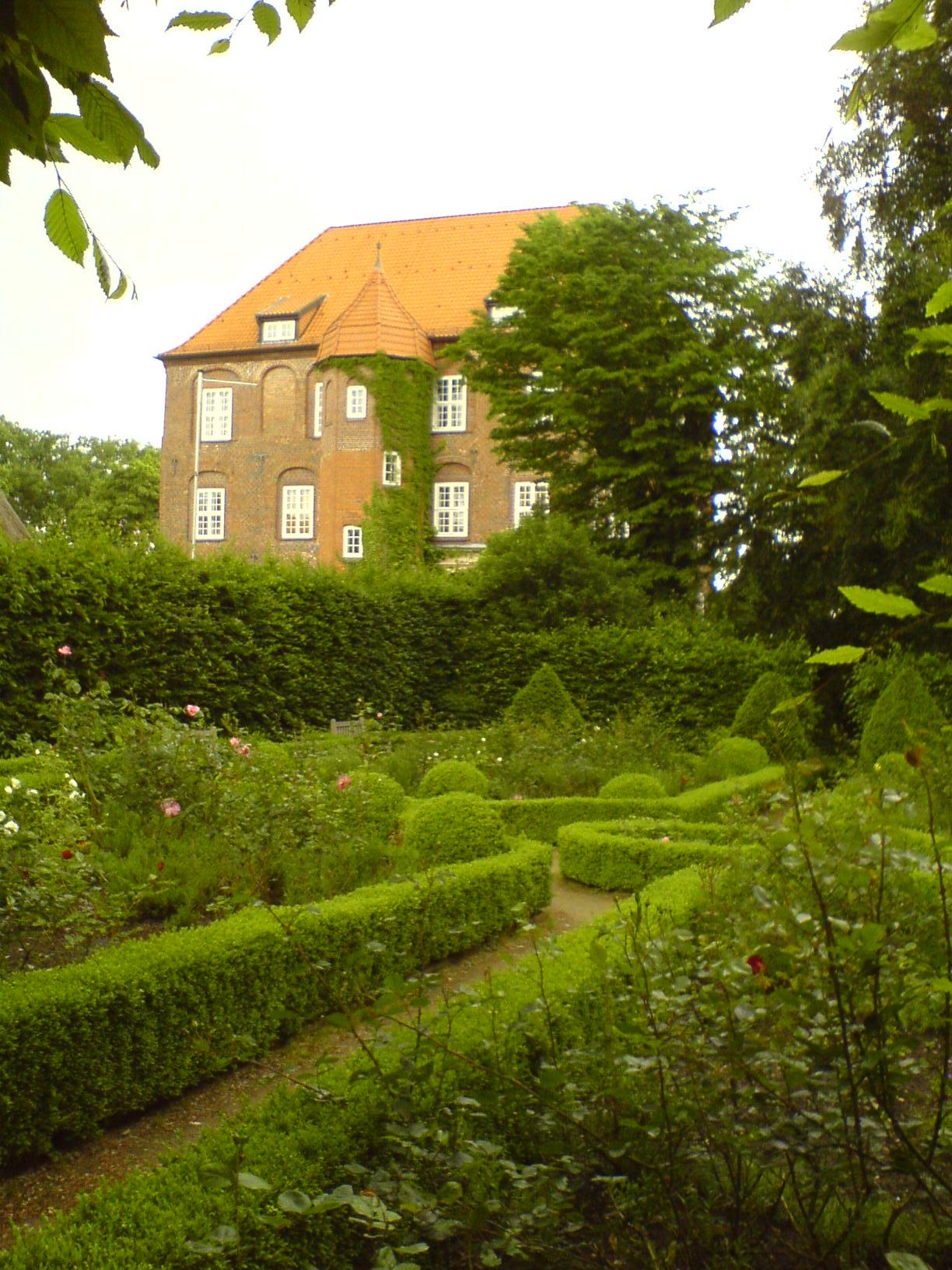
Der Bauerngarten hinterm Schloss
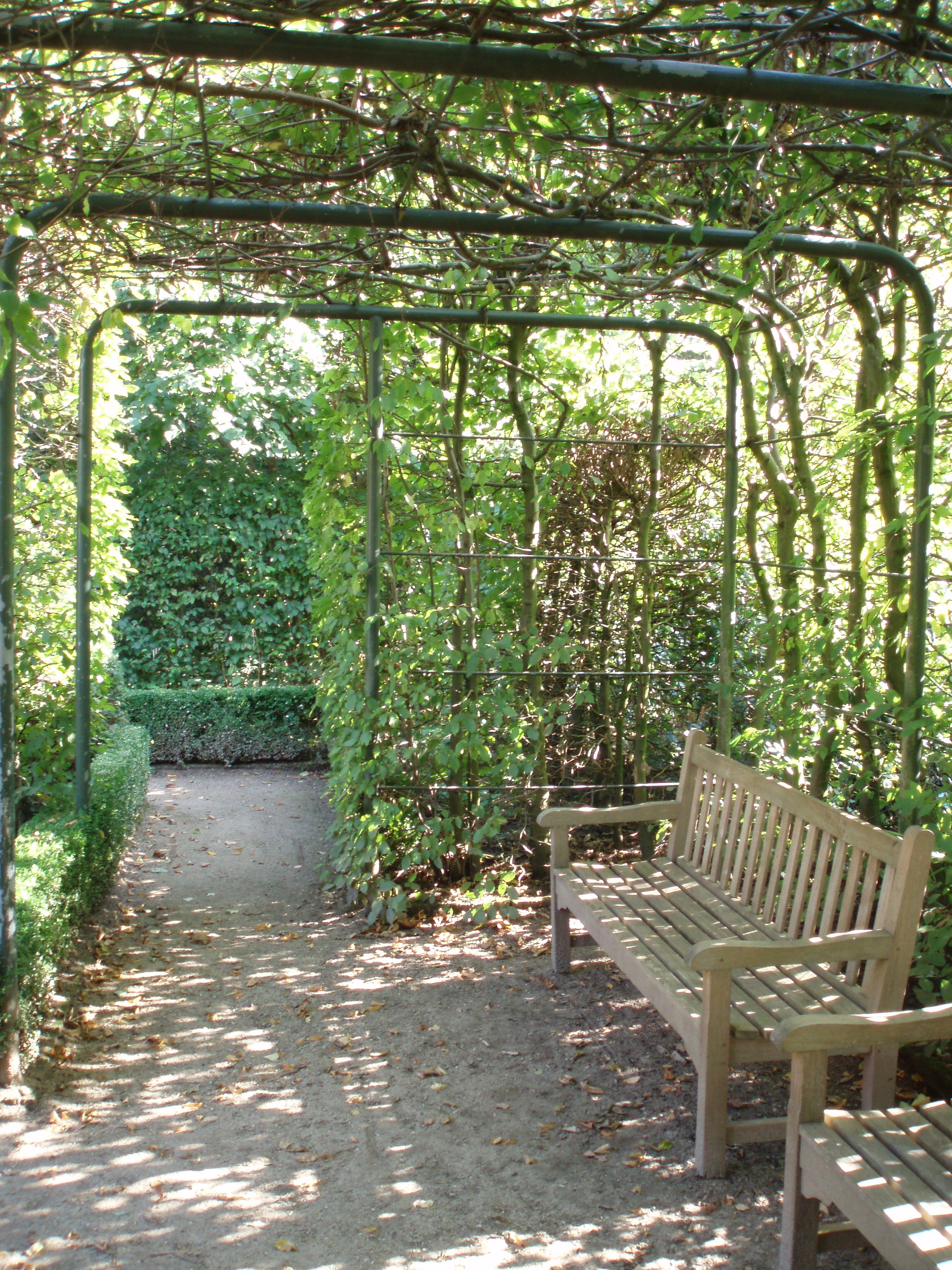
Pergola im Bauerngarten
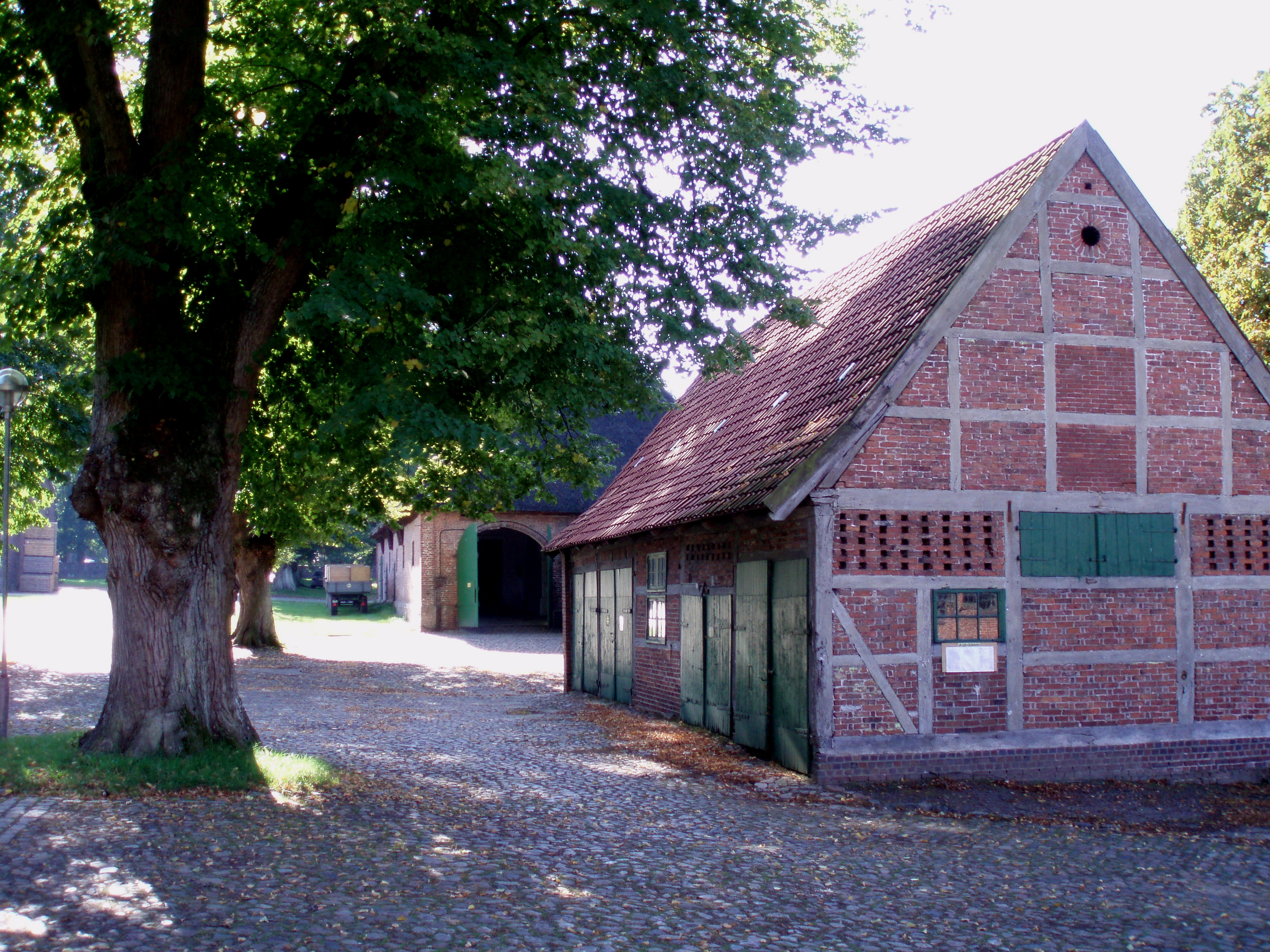
Nebengebäude und Hof

## Das Schlossareal

### Das Schlossgebäude
Das kleine Schloss ist in der sparsamen Form der niederländischen Renaissance errichtet. Der schlichte dreistöckige, quaderförmige Bau besteht komplett aus Backstein. Auf der Hofseite steht mittig ein polygonaler Treppenturm, die Fassade verzieren Blendarkaden. Einziger Schmuck des Gebäudes ist das aus Sandstein gearbeitete Portal. Die asymmetrische Anordnung der Fenster entspricht der Aufteilung der Innenräume, die Symmetrie des nahenden Barock fand in der Fassade keine Anwendung.
Bedingt durch das Feuer 1921 ist die Ausstattung des Schlosses weder komplett noch das Gebäude im Originalzustand erhalten. Der Turmanbau auf der Nordseite, der als Abort-Erker diente, war nach dem Brand unzeitgemäß und wurde nicht wiederhergestellt. Die Turmspitze auf der Südseite wurde erst nach dem Brand aufgestockt, ursprünglich reichte der Turm lediglich bis zum dritten Geschoss und besaß hier eine balkonartige Aussichtsplattform.
Bemerkenswert sind der von schweren Säulen getragene Gewölbekeller, die Kachelöfen aus dem 18. Jahrhundert und der Herrschaftssaal im ersten Geschoss. Das erhaltene Kellergewölbe aus dem 17. Jh. wird umfangreich saniert und durch den Anbau eines Fahrstuhls das gesamte Schloss barrierefrei zugänglich.
Die Hofseite war ursprünglich von einem Torhaus, einem Marstall und Bedienstetenwohnungen umgeben, die so eine Art Ehrenhof bildeten. Diese Gebäude sind jedoch im Laufe der Zeit abgetragen worden. Der große Pferdestall, der sich heute linkerhand des Schlosses befindet, wurde erst 1881 im Zuge der Umbauarbeiten zum Landgut an diese Stelle versetzt.

### Der Schlosspark
Das Schloss steht oberhalb eines steilen Geesthangs, und von der Terrasse der Nordseite hat man einen weiten Blick über die Elbmarsch. Es verfügte einstmals über eine große Parkanlage. Unterhalb der Anlage befand sich ein vierteiliger, von Gräben umflossener barocker Garten. Dieser wurde im Zuge des Eisenbahnbaus größtenteils zerstört und die Überreste anschließend nicht mehr gepflegt. Am Hang unterhalb der Ostfassade befand sich ein in mehreren Stufen angelegter Terrassengarten.
Vor dem Schloss befindet sich ein von Hecken umgebener Bauerngarten, welcher heute an das frühere Barockparterre erinnert. Die ferneren Bereiche des Schlossparks wurden Landschaftsgarten angelegt, hier finden sich unter anderem die Relikte des Schlossfriedhofs. Der Landschaftspark verzichtet fast vollständig auf die sonst üblichen Sichtachsen und Rasenflächen und vermittelt mit seinem dichten Bewuchs einen verwunschenen Eindruck.

### Der Skulpturenpark
Im gesamten Parkgelände sind Skulpturen zeitgenössischer Künstler aufgestellt. Seit 1991 verfolgt die Kreissparkasse Stade das Konzept, eine Skulpturensammlung im Park des Schlosses Agathenburg aufzubauen. Zunächst wurde aus den jährlich ausgerichteten Einzel - bzw. Gruppenausstellungen mit renommierten Künstlern eine Skulptur für die dauerhafte Aufstellung im Schlosspark ausgewählt.
Hintergrund aller Ausstellungen und der verbleibenden Skulpturen ist es, Gegenwartskunst im ländlichen Raum ein Forum zu bieten und durch die Präsentation in einem öffentlich zugänglichen Park ein breites Publikum an die vielfältigen und reichen Erfahrungswelten, die Kunst eröffnen kann, heranzuführen. Dabei sollen auch die Menschen erreicht werden, die bisher nicht zur Kunst kommen. Dieses Ziel richtet sich sowohl an die Bewohner wie Besucher des Landkreises Stade und der Region der Unterelbe.
Der konzeptionelle Ansatz des Skulpturenparks stellt sich konsequent der Herausforderung, die traditionellen Grenzen der Skulptur in einem experimentellen Projekt zu erweitern und jungen Künstlerinnen und Künstlern neue Wirkungsräume zu erschließen.